# Ä̧
Cette page contient des caractères spéciaux ou non latins. S’ils s’affichent mal (▯, ?, etc.), consultez la page d’aide Unicode.
Ä̧ (minuscule : ä̧), appelé A tréma cédille, est un graphème utilisé dans l’écriture du piaroa en Colombie. Il s’agit de la lettre A diacritée d’un tréma et d’une cédille.

## Représentations informatiques
Le A tréma cédille peut être représenté avec les caractères Unicode suivants :
- décomposé et normalisé NFC (latin supplément-1, diacritiques) :

| formes    | représentations | chaînes de caractères | points de code | descriptions                                        |
| --------- | --------------- | --------------------- | -------------- | --------------------------------------------------- |
| capitale  | Ä̧               | Ä◌̧                    | U+00C4 U+0327  | lettre majuscule latine a tréma diacritique cédille |
| minuscule | ä̧               | ä◌̧                    | U+00E1 U+0327  | lettre minuscule latine a tréma diacritique cédille |

- décomposé et normalisé NFD (latin de base, diacritiques) :

| formes    | représentations | chaînes de caractères | points de code       | descriptions                                                    |
| --------- | --------------- | --------------------- | -------------------- | --------------------------------------------------------------- |
| capitale  | Ä̧               | A◌̧◌̈                   | U+0041 U+0327 U+0308 | lettre majuscule latine a diacritique cédille diacritique tréma |
| minuscule | ä̧               | a◌̧◌̈                   | U+0061 U+0327 U+0308 | lettre minuscule latine a diacritique cédille diacritique tréma |

## Sources
- (es) Germán Nicolás Freire et Stanford Rhode Zent, « Los Piaroa ((Huǫttü̧ją/De'aruhua) », dans Germán Nicolás Freire et Aimé Tillett (dirs.), Salud Indígena en Venezuela, vol. 1, GEA, 2007, 383 p. (ISBN 9802260487 et 9789802260485, présentation en ligne, lire en ligne), p. 133-208